# Dehaasia celebica
Dehaasia celebica är en lagerväxtart som beskrevs av Kostermans. Dehaasia celebica ingår i släktet Dehaasia och familjen lagerväxter. Inga underarter finns listade i Catalogue of Life.